# Agrochola mansuetana
Agrochola mansuetana är en fjärilsart som beskrevs av Embrik Strand. Agrochola mansuetana ingår i släktet Agrochola och familjen nattflyn. Inga underarter finns listade i Catalogue of Life.